# N447 (België)
De N447 is een gewestweg in België tussen Destelbergen (N445) en Merelbeke (N9).
De weg heeft een lengte van ongeveer 5,5 kilometer. De gehele weg bestaat grotendeels uit twee rijstroken voor beide rijrichtingen samen.

## Plaatsen langs de N447
- Destelbergen
- Heusden
- Merelbeke